# Ambracius
Ambracius is een geslacht van wantsen uit de familie van de Miridae (Blindwantsen). Het geslacht werd voor het eerst wetenschappelijk beschreven door Carl Stål in 1860.

## Soorten
Het genus bevat de volgende soorten:

- Ambracius alineae Ferreira & Henry, 2010
- Ambracius capucinus (Reuter, 1905)
- Ambracius dufouri Stål, 1860
- Ambracius liviae Ferreira & Henry, 2010
- Ambracius mexicanus Carvalho, 1984
- Ambracius pallescens (Distant, 1884)
- Ambracius rubricosus (Distant, 1884)
- Ambracius rudybuenoi Ferreira & Henry, 2010
- Ambracius vittatus Carvalho, 1984